# 溴化钷
三溴化钷是一种无机化合物，化学式为PmBr3，有放射性。

## 制备
三溴化钷可由溴化氢和氧化钷反应得到：
Pm2O3 + 6 HBr —500℃→ 2 PmBr3 + 3 H2O
三溴化钷的水合物加热得不到无水物，因为会发生水解：
PmBr3 + H2O(g) → PmOBr + 2 HBr